# HD92139
HD92139 — хімічно пекулярна зоря спектрального класу
A3 й має  видиму зоряну величину в смузі V приблизно  4,2.
Вона  розташована на відстані близько 86,5 світлових років від Сонця.